# Central Park Place
Central Park Place è un grattacielo ad uso residenziale di New York.

## Caratteristiche
Inaugurato nel 1988 e alto 191 metri è l'ottantanovesimo edificio più alto della città. Nel 1987, durante la costruzione dell'edificio, una trave di legno che per qualche motivo era stata lasciata sui ponteggi di uno degli ultimi piani, a causa di una folata di vento, precipitò e colpi' in testa un uomo di 37 anni che mori all'istante. A causa di questo avvenimento la costruzione dell'edificio venne sospesa per fare chiarezza sull'accaduto.